# Agathisanthemum
Agathisanthemum, biljni rod iz troposke i južne Afrike i Madagaskara, čini dio porodice broćevki. Postoje četiri priznate vrste trajnica i manjih grmova.
Rod je opisan 1861., a tipična je vrsta Agathisanthemum bojeri.

## Vrste
1. Agathisanthemum assimile Bremek.
2. Agathisanthemum bojeri Klotzsch
3. Agathisanthemum chlorophyllum (Hochst.) Bremek.
4. Agathisanthemum globosum (Hochst. ex A.Rich.) Klotzsch